# Medasina fratercula
Medasina fratercula är en fjärilsart som beskrevs av Moore 1887. Medasina fratercula ingår i släktet Medasina och familjen mätare. Inga underarter finns listade i Catalogue of Life.